# 율리역
율리역(Yuli station, 栗里驛)은 부산광역시 북구 금곡동에 있는 부산 도시철도 2호선의 지하철역이다. 인근에 한국산업인력공단 부산지역본부, KT 금곡지점, 금곡동 행정복지센터 등이 있다. 대천천 하저터널로 화명역과 연결된다. 전 역이자 반지하역인 동원역에서 지하로 내려온 곳에 있다. 화명교 하저터널로 화명역과 연결된다.

## 역명의 유래
밤, 즉 밝은 곳이란 뜻이니 예를 들면 밤개울, 붉개울은 율포를 말하는 것이고 신하(神河)의 고어이다. 또한 이 마을에 신석기 유적과 당산 그리고 바위에 새겨진 성혈이 모두 신과 관련된 것으로 율리는 그 뜻을 내포한다.

## 역사
- 1999년 6월 30일 : 부산 도시철도 2호선 개통과 함께 영업 개시

## 역 구조
승강장은 2면 2선의 상대식 승강장으로 운영된다. 개찰구가 승강장별로 분리되어 있어 반대편 승강장으로 이동이 불가능한 역이다. 스크린도어가 설치되어 있다.

### 승강장
| 화명↑ |
| \| 상 |
| ↓동원 |

| 상행 | ● 부산 도시철도 2호선 | 사상·서면·수영·장산 방면  |
| 하행 | ● 부산 도시철도 2호선 | 동원,금곡,호포, 양산 방면 |

## 역 주변
- 화명동
- 금곡동
- 금곡파출소
- 금곡동우체국
- 금명중학교
- 신금초등학교
- 한국산업인력공단 부산지역본부
- KT 금곡지점

## 승차량 변동
| 역 노선 | 승차 인원 | 승차 인원 | 승차 인원 | 승차 인원 | 승차 인원 | 승차 인원 | 승차 인원 | 승차 인원 | 승차 인원 | 승차 인원 | 승차 인원 | 승차 인원 | 승차 인원 | 승차 인원 | 주 석 |
| 역 노선 | 2002년    | 2003년    | 2004년    | 2005년    | 2006년    | 2007년    | 2008년    | 2009년    | 2010년    | 2011년    | 2012년    | 2013년    | 2014년    | 2015년    | 주 석 |
| ------- | --------- | --------- | --------- | --------- | --------- | --------- | --------- | --------- | --------- | --------- | --------- | --------- | --------- | --------- | ----- |
| 2호선   | 2791      | 2901      | 3628      | 3977      | 3856      | 3740      | 4063      | 4074      | 4214      | 4573      | 4654      | 4648      | 4912      | 4983      | [ 1 ] |

## 인접한 역
| 부산 도시철도 2호선       | 부산 도시철도 2호선   | 부산 도시철도 2호선 |
| ------------------------- | --------------------- | ------------------- |
| 235 화명 (지하) 장산 방면 | ● 부산 도시철도 2호선 | 237 동원 양산 방면  |